# Cratere Audr
Audr è un cratere sulla superficie di Callisto.